# Tel Soka
Tel Soka neboli Tel ha-Šloša (hebrejsky: תל שוכה nebo תל השלושה, arabsky: Tal eš-Šok) je pahorek a sídelní tel o nadmořské výšce - 90 metrů v severním Izraeli, v Charodském údolí, respektive v Bejtše'anském údolí.
Leží nedaleko od severovýchodního úpatí pohoří Gilboa, cca 3 kilometry západně od města Bejt Še'an a 1 kilometr jižně od vesnice Nir David. Má podobu nevýrazného odlesněného návrší, které vystupuje z roviny Charodského údolí. Jde o významnou archeologickou lokalitu. Název Tel ha-Šloša je novodobého původu a připomíná tři (hebrejsky šloša) Židy, kteří zde byli roku 1938 zavražděni Araby, podobně jako nedaleký rekreační areál Gan ha-Šloša. Na severní a severovýchodní straně probíhá vádí Nachal Kibucim, do kterého západně od pahorku ústí vádí Nachal Šokek. Dál k severu pak vede i vádí Nachal Amal. Okolí pahorku doplňují na severovýchodě i na jihu četné umělé vodní nádrže. Na západ od Tel Soka se rozkládá další pahorek Tel Šokek, na jihu zase stojí pahorek Tel Zehavi.